# Beatriz Ferreira
Beatriz Ferreira, född 9 december 1992 i Salvador, Bahia, är en brasiliansk boxare.

## Karriär
Vid OS 2020 tog Ferreira silver i lättvikt. Vid VM 2019 tog hon guld, vid VM 2022 tog hon silver och vid VM 2023 tog hon guld i samma viktklass.